# مابينوغون

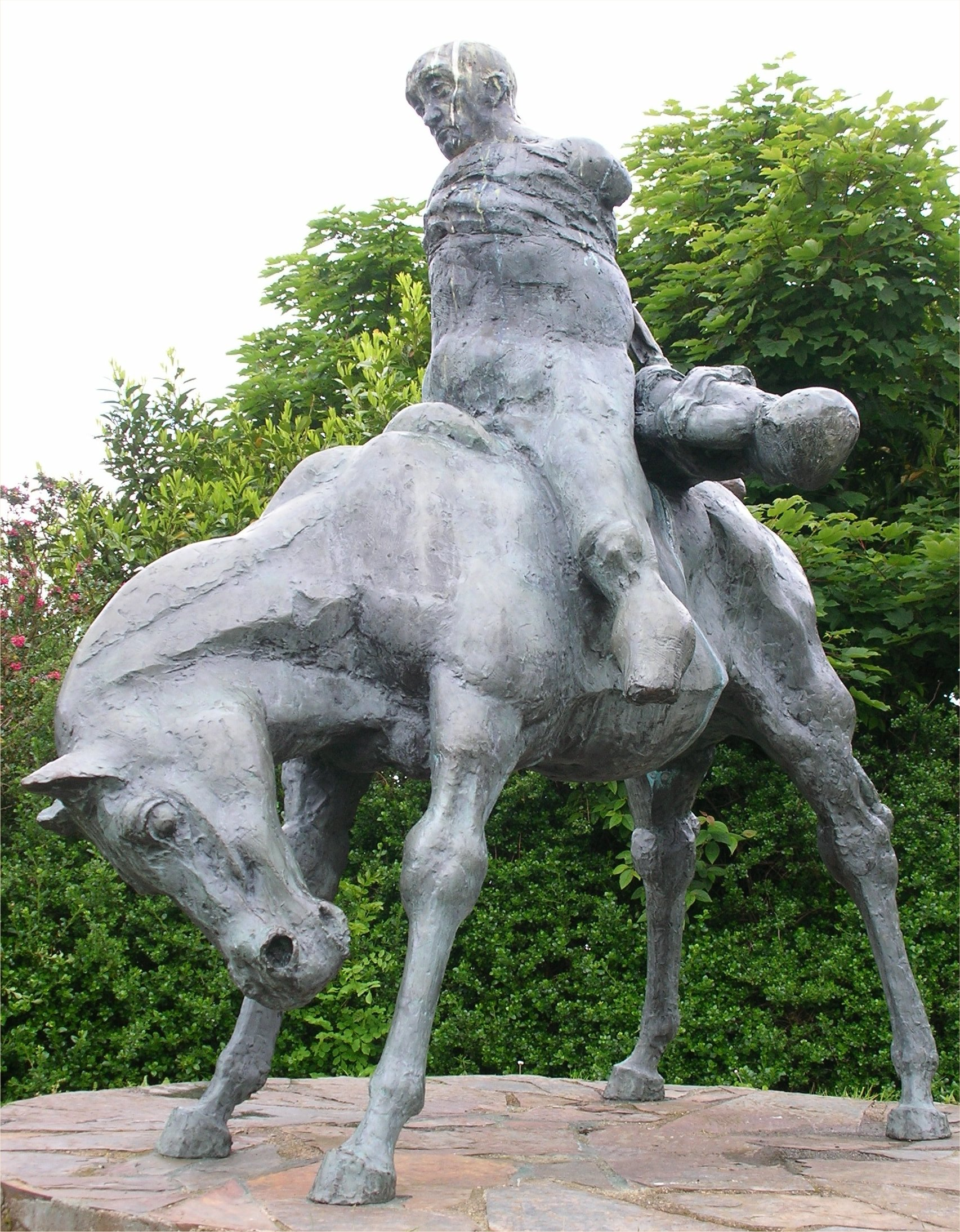
الملوك الاثنين - (ايفور روبرتس جونز النحات لعام 1984) - بندج دفران يحمل جسد ابن اخيه غويرن بالقرب من قلعة هارليش ويلز.
كيريدوين بواسطة كريستوفر ويليامز عام 1910.

مابينوغون هي المصدر الأكبر للأساطير والنطق الويلزية وهي من أقدم قصص النثر في الأدب البريطاني. جمعت القصص في العصور الويلزية الوسطى في القرنين (الثاني عشر – الثالث عشر) من تقاليد شفهية سابقة. هناك مصدريين رئيسيين للمخطوطات انشأت بين عام (1350 – 1410). وبالإضافة إلى عدد قليل من المخطوطات السابقة. وهذه القصص تقدم الدراما والفلسفة والرمانسية والتراجيدي والخيال والفكاهة والتي تم ابتكارها من قبل عدد من الرواة على مدار الزمن. ويأتي العنوان ليغطي مجموعة من إحدى عشر قصة نثرية من أنواع واسعة منها ومختلفة. وهناك دور لبطل كلاسيكي «كولهوتش أ. أولوين» هو اسطورة تاريخية مثل في «لود ولايفلايس» وتكمل لمحات عابرة عن العمر البعيد وحكايات أخرى تصور الملك أرثر مختلفة جدآ وكانت من الاصدارات الشعبية التي تعود الي وقت لاحق. التعقيد وكان قد صنفوا الفصول الاربعة من قصة الحضارة بشديدة التعقيد. وكانت القصص بهم متنوعة للحد الذي قيل عنها انها ليست مجموعة حقيقية.
نظر الباحثون من القرن الثامن عشر الي حقبة السبعينات للحكايات باعتبارها صورة مجزأة من قبل المسيحية  أو من حيث الفلكلور الدولي وايضا بالمؤكد ان هناك اثار للأساطير ومكونات الفلكلور ولكنها تعود للسبعينات وقد تطور الفهم السليم للحكايات من خلال البحث في هياكل الحبكة ووصف اساليب اللغة. لذلك أصبح ينظر اليهم الآن كتقليد سردي متطور بكلا جانبيها الشفهي والكتابي ومع قدرة الاجداد على سرد القصص الشفوية ودمج التأثيرات.
وقد كانت أول المنشورات الحديثة تمت ترجمتها باللغة الإنجليزية لحكايات في مجلات من تأليف وليام أوين بيو في الاعوام (1795 – 1821 – 1829). ومع ذلك كانت السيدة شارلوت جيست أول من نشر المجموعة كاملة باللغتين الويلزية والإنجليزية عام (1838 – 48). ما يفترض غالبآ انها مسؤولة عن اسم مابينوغون وكان بالفعل الاستخدام الأمثل من القرن الثامن عشر. في الواقع بوقت مبكر من عام 1932 يقتبس معجم المصلحات بواسطة جون ديفيز جملة من الرياضيات والقوات المسلحة البورندية لايجاد القيمة الذاتية تحمل علامة (المنتصف أو ما بين). وهي من اللغويات العامة والقديمة... القواميس المزدوجة ومادة «الحب». وكانت الترجمة اللاحقة للضيف لعام 1878 في مجلد واحد تؤثر بنطاق واسع ومازالت تقرأ حتى اليوم بنشاط. أحدث الترجمات عبارة عن نسخة مدمجة تمت بواسطة سايند ديفيز. نشر جون بولارد سلسلة من المجلدات مع ترجمته الخاصة ومع التصوير الفوتوغرافي والكثير من المواقع في القصص وتستمر الاحداث في الهام الخيال الجديد واصدار روايات مثيرة وأعمال فنية بصرية وأبحاث.

## أصل الكلمة
أول اسم ظهر كان في عام 1795 من ترجمة ويليام أوين بوغي في مجلة كامبريان تحت عنوان «مابينوغون» أو أحداث (تسلية) الرومانية الويلزية القديمة. وكان الاسم منتشر بين علماء ويلز من جمعيات لندن – ويلز وقد ورثها السيد شارلوت جيست كعنوان للناشر الأول للمجموعة الكاملة.
مجموعة القصص الويلزية كانت لمرة واحدة في نهاية أول أربعة فروع من لعبة خيالية للاساطير وهي بالفعل تتحدث عن صيغة الويلزية بشكل صحيح في نهاية الفروع الثلاثة المتبقية.
(mabinogi) بحد ذاتها شيء من اللغز وعلى الرغم من أنها مستمدة بوضوح من الويلزية ماب والتي تعني «الابن» «الصبي» و «الشاب». قد أوجد اريك ب.هامب التقاليد المدرسية في الأساطير وأوجد رابطة موحي مع مابونوس «الابن الإلهي» وهو اله غالي.
Mabinogi ينطبق بشكله السليم فقط على الفروع الاربعة وهو عبارة عن مجموعة رباعية منظمة بشكل مرتب للغاية من قبل مؤلف واحد وحيث ان السبعة الاخرون متنوعون (انظر أدناه). تنتهي كل واحدة من هذه الحكايات مع Mabinogi (في هجاء مختلف) وبالتالي ينتهي هذا الفرع من Colophon وبالتالي اسم أخر.

## الترجمة
ساعدت أعمال السيدة شارلوت جيست من خلال البحث والترجمة السابقة لويليام أوين بوجي  وظهر الجزء الأول من ترجمة شارلوت جيست لقصة الحضارة في عام 1838 وتم انهائه في سبعة أجزاء في العام 1845 . وقد تم إصدار طبعة من ثلاثة مجلدات في عام 1846. ونسخة مراجعته اصدرت في عام 1877 وايضا لها نسخه تمت ترجمتها بواسطة جوين جونز وتوماس جونز بعنوان اساس البقاء في المكان وتمت ترجمتها في عام 1948 والذي تم الاسترشاد بها على نطاق واسع لمزيجها من الدقة والحرفية والاسلوب الادبي الانيق. والعديد منه والمدرجة أدناه وظهرت
منذ ذلك الحين.

## تاريخ القصص
تم مناقشة عدة مواعيد من ثم تم اقتراح مجموعة من الحكايات في 1050 – 1225.وبعدها اجمعوا على ان تكون عائدة إلى أواخر القرنين الحادي عشر والثاني عشر. وقد ظهرت في احدا المخطوطتين الويلزية من القرون الوسطى أو كلاهما والكتاب الابيض من Rhydderch أوLiyfr Gwyn Rhydderch والذي كتب حوالي عام 1350 والكتاب الأحمر بواسطة Liyfr Goch Hergestأو Hergest.
وقد كتب حوالي عام 1382-1410 وتم الحفاظ على هذه الحكايات في أوائل الحقبة الثالثة عشر وبعدها حفظت المخطوطات. وقد اتفق العلماء على ان الحكايات أقدم من المخطوتات ولكنهم يختلفون حول حجمها. ومن الموضح أن النصوص المتضمنة في قصة الحضارة نشأت في أوقات مختلفة (بالرغم من اهميتها كسجلات الأسطورة المبكرة واسطورة الفلكلور والثقافة واللغة في ويلز ما زالت ضخمة).
وبالتالي فأن قصة كولهوتش أ.أولوين مع أمير الحرب البدائي أرثر ومحكمته في سيليج وهي مأخوذة بشكل عام لتسبق رومنسيات أرثر والتي بها تظهر جيفري هيستوريا ريجوم بريتانيا بتاريخ (1134-1136) مع رومانسيات كريتيان دي تروا ومع روابط Arthurian سيؤرخون قبل اسطورة R.S loomis أما الذين يتابعونWelsh وشعرNennius. فانه يقع في عهد Dream of Rhonabwy وعلى النقيض لما سبق فان التاريخي عام (1130-1160) وبالتالي اما ان يكون Madog ap Maredudd تاريخ معاصر أو حاضرآ في فترة حكمة لربما في أوائل الحقبة الثالثة عشر.
تاريخيا قبل عام 1100 ويتركز على الكثير من المناقشات قدم السيد ifor williamsoffer لتاريخ الفروع الأربعة لمابينوجي. بينما قام ساوندرز لويسيت عدد من الحجج اللغوية والتاريخية وتم تقديم عدد من الحجج لتاريخ ما بين 1170 و 1190 . وفي مقالة نشرت عام 1970 قام توماس تشارلز ادواردز بمناقشة نقاط القوة والضعف لكلتا وجهات النظر وينتقد كلا حجج العلماء ولاحظ أن لغة القصص تتناسب بشكل أفضل مع القرن الحادي عشر (وتحديدآ 1050-1120) وفي الآونة الاخيرة وبالرغم من الحاجة الملحة لمزيد من العمل قام باتريك سيمز-وليامز بجدال عن مجموعة حوالي بعام 1060 إلى عام 1200 والتي يبدو أنها المجموعة العلمية الحالية.

## القصص
تمثل المجموعة الغالبية العظمى من النثر الموجود في المخطوتات الويلزية التي تعود إلى القرون الوسطى والتي لم يتم ترجمتها الي لغات أخرى. هناك اسثناءات. ومع الاصدارات الاقدم للقصص لا يوجد بها أي Areithiau مهمة هي الايجابيات القاب ولكنها لكافة الأوصاف الحديثة. في المصادر الرئيسية للمخطوطات المبكرة ليست من حكايات الحادي عشر والكتاب الابيض بواسطة Rhydderch من حوالي عام (1375)والكتاب الابيض بواسطة (Hergest) حوالي عام (1400)وبالفعل غاب Breuddwyd Rhonabwy عن الكتاب الابيض.